# Plukenetia serrata
Plukenetia serrata là một loài thực vật có hoa trong họ Đại kích. Loài này được (Vell.) L.J.Gillespie miêu tả khoa học đầu tiên năm 1993.